# Новоросійська єпархія
Новоросійська єпархія (рос. Новоросси́йская епа́рхия) — єпархія Російської православної церкви в адміністративних межах міст Анапа, Геленджик і Новоросійськ, а також Кримського, Слов'янського і Темрюцького районів Краснодарського краю. Входить до складу Кубанської митрополії.

## Статистика
Кафедра: Новороссийская и Геленджикская
6 церковних округів (благочинь), 101 парафія (приход), монастирі відсутні, 95 священиків (духівників), 12 дияконів. Населення: 897,40 тис. осіб.
Усого в Новоросійській єпархії діє: 127 церковних об'єктів. Діючих церков (храмів) — 86; з них приписних — 8; при установах — 3. Каплиць — 22. Молитовних будинків — 8.
| Благочиння    | Церковні об'єкти | Церкви | Церкви   | Церкви        | Каплиці | Молитовні будинки |               |
| Благочиння    | Церковні об'єкти | Діючі  | Приписні | При установах | Каплиці | Молитовні будинки |               |
| ------------- | ---------------- | ------ | -------- | ------------- | ------- | ----------------- | ------------- |
| Новоросійське | 26               | 16     | 2        | 1             | 4       | 4                 |               |
| Геленджикське | 24               | 11     | 1        | 0             | 6       | -                 | 7 (будуються) |
| Анапське      | 28               | 27     | -        | -             | 9       | 1                 |               |
| Кримське      | 12               | 12     | -        | -             | 4       | -                 |               |
| Славянське    | ?                |        |          |               |         |                   |               |
| Темрюкське    | ?                |        |          |               |         |                   |               |
| Разом         | 127              | 86     | 8        | 3             | 22      | 8                 |               |

## Історія
На Ставропольському Соборі 19—24 травня 1919 року, який був покликаний організувати Тимчасове вище церковне управління на Південному Сході Росії для частин Російської Православної Церкви, які опинилися на території зайнятій білими військами Денікіна. Головною метою собору було прийняття рішення про виділення самостійної Чорноморської та Новоросійської єпархії зі складу Сухумської єпархії. Територія новоствореної єпархії мабуть співпадала із Чорноморською губернією з центром у Новоросійську. Правлячим став єпископ Сергій (Петров)), однак у розпалі громадянської війни не було можливості для організації єпархії. Титул архієпископа Чорноморського і Новоросійського він зберігав до кінця життя (до 1935 року).
1 серпня 1955 року постановою Священного синоду було створено Новоросійське вікаріатство Краснодарської єпархії, проте вже в наступному році кафедра припинила діяти.
12 березня 2013 року єпархія була відроджена, відділившись від Катеринодарської з включенням до складу новоствореної Кубанської митрополії. З 14 квітня 2013 єпархію очолює єпископ Феогност.

## Єпископи
Чорноморська і Новоросійська єпархія
- Сергій (Петров Стефан Олексійович) (травень 1919 — 1920)
- Никодим (Кротков) (серпень — листопад 1920), тимчасово керуючий частинами Кубанської і Чорноморської єпархій
- Сергій (Лавров) (11 березня 1921 — 25 січня 1925) формально

Новоросійське вікаріатство
- Сергій (Костін) (14 серпня 1955 — 17 вересня 1956)

Новоросійська і Геленджицька єпархія
- Феогност (Дмитрієв) (з 14 квітня 2013)

## Благочиння
1. Новоросійське (http://novoros-blago.ru/): м. Новоросійськ
2. Анапське: м. Анапа, с. Витязево
3. Геленджикське (http://gelen-blag.ru/): м. Геленджик
4. Кримське (http://krimsk-hram.ru/): м. Кримськ
5. Славянське: м. Славянськ-на-Кубані
6. Темрюкське: м. Темрюк

## Навчальні заклади
- Православна школа "Преображение", м. Анапа